# Manuelle Kommunikation

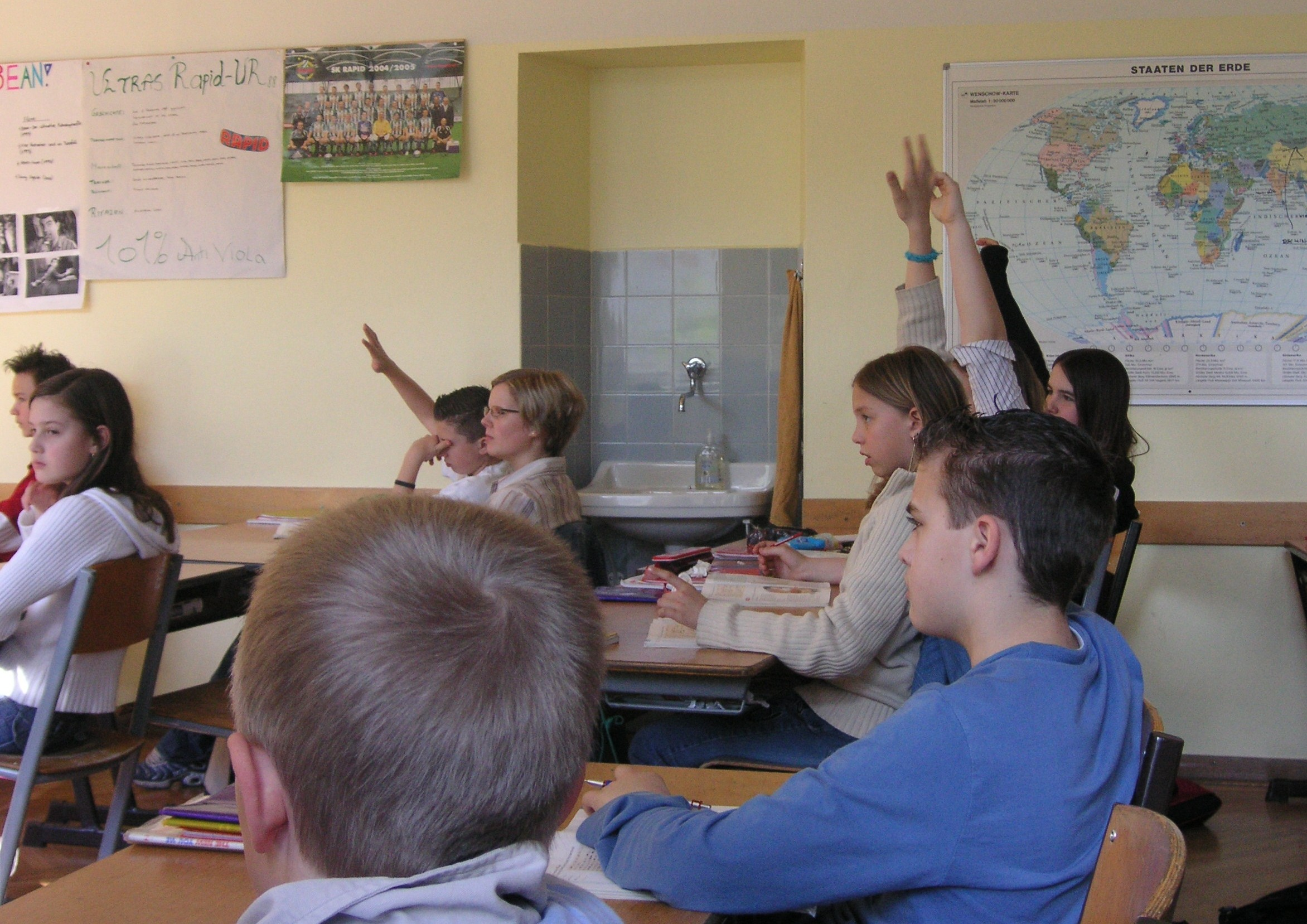
Schüler in einer traditionellen Unterrichtssituation signalisieren ihrem Lehrer, dass sie gehört werden wollen

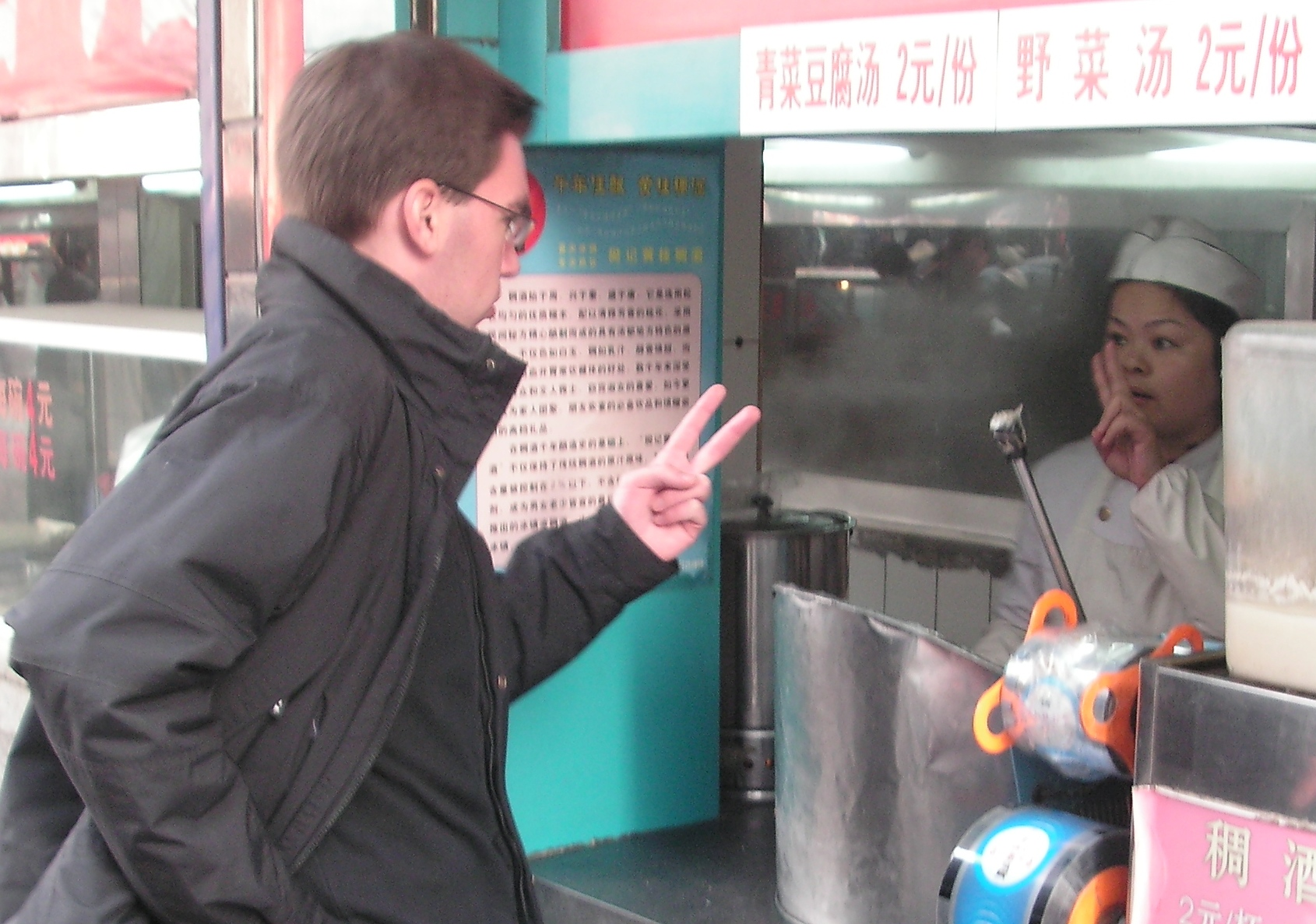
Erfolgreiche Kommunikation zwischen Menschen unterschiedlicher Kulturen

Manuelle Kommunikation nutzt die Artikulation der Hände (Handzeichen, Gesten usw.), um eine Nachricht zwischen Personen zu übermitteln. Da sie manuell ausgedrückt werden, werden sie visuell und manchmal auch taktil (durch Berührung) empfangen. Wenn es sich um die primäre Kommunikationsform handelt, kann sie durch Körpersprache und Gesichtsausdrücke verstärkt werden.
Manuelle Kommunikation wird in Gebärdensprachen und Zeichensprache eingesetzt, obwohl Gebärdensprachen auch nicht-manuelle Elemente besitzen. Andere Systeme der manuellen Kommunikation wurden für bestimmte Zwecke entwickelt, typischerweise in Situationen, in denen Sprechen nicht praktikabel ist (wie in lauten Umgebungen), nicht erlaubt ist oder in denen Geheimhaltung erwünscht ist.

## Beispiele
- Scharade (Pantomimespiel)
- Tauchzeichen — Methoden der Handkommunikation beim Tauchen
- Winkeralphabet — Telegrafiesysteme, bei denen Flaggen, andere Gegenstände oder die Hände selbst zur Kommunikation genutzt werden
- Fingerrechnen
  - Chinesische Zahlzeichen
- Fingeralphabet oder manuelle Alphabete
- Handsignale im Straßenverkehr
- Klösterliche Zeichensprachen — symbolische Gestenkommunikation in Klostergemeinschaften
- Rueda de Casino — ein Tanz, bei dem mit Handbewegungen andere Tänzer „gerufen“ werden
- Sichtzeichen
- teilweise Manuell Kodierte Sprache je nach Sprechfähigkeit des Nutzers